# 水口町宇川
水口町宇川（みなくちちょううかわ）は、滋賀県甲賀市にある地名。

## 地理
甲賀市水口町の中南部に位置し、野洲川と支流の杣川が合流する三角州に位置する。東は水口町北内貴・水口町貴生川、南は水口町岩坂・水口町高山、西は湖南市三雲、北は水口町酒人・水口町宇田に接する。滋賀県道121号貴生川北脇線が通じる。昭和40年代後半に宇川中小企業団地が造成された。

## 歴史
地名は中世から江戸時代初期にかけて「宇治河原」、その後、江戸時代は「氏川原」と記され、1874年に現在の「宇川」に改められた。
中世は池原杣荘に属した。伊勢神宮領の柏木御厨のうち祭主の用にあてる宇治河原祭主保が設定され、1335年に宇田を本拠とした山中氏がその保司職を担当している。1585年の甲賀ゆれと水口岡山城築城によりその支配下に入ったと考えられる。1600年以降、幕府領となる。
慶長・元和期に村惣中の結束のもと、近隣の村との争論に代表者が熱した鉄片を握ることで主張の当否を判断する鉄火裁判が行われたことが宇川共有文書（甲賀市指定文化財）に伝えられる。また、1842年に起きた近江天保一揆では庄屋の山中庄五郎らが参加した。なお、庄五郎は江戸送りになり、藤枝宿で亡くなっている。

## 世帯数と人口
2019年（令和元年）10月31日現在の世帯数と人口は以下の通りである。
| 町丁       | 世帯数  | 人口  |
| ---------- | ------- | ----- |
| 水口町宇川 | 225世帯 | 570人 |

## 学区
市立小・中学校に通う場合、学区は以下の通りとなる。
| 番・番地等 | 小学校               | 中学校             |
| ---------- | -------------------- | ------------------ |
| 全域       | 甲賀市立貴生川小学校 | 甲賀市立水口中学校 |

## 交通
- 滋賀県道121号貴生川北脇線

## 施設
- 甲賀市こじか教室
- 宇川会館
- 天満宮
- 永昌寺 - 本尊の木造地蔵菩薩立像は平安時代中期の作で重要文化財。
- 称名寺 - 本尊の木造阿弥陀如来立像は平安時代末期の作で甲賀市指定文化財。
- 宇川会議所

## その他

### 日本郵便
- 郵便番号 : 528-0052[3]（集配局：水口郵便局[7]）